# Neustadt an der Donau
Neustadt an der Donau (in bavarese Neistod an da Doana) è un comune tedesco di 12 738 abitanti, situato nel land della Baviera.
Nella frazione di Bad Gögging ha inizio la strada ciclabile detta Via Danubia, che corre fino a Passau.

## Amministrazione

### Gemellaggi
Recoaro Terme, Italia, dal 1989
Neustadt è membro del gemellaggio internazionale "Neustadt in Europa", che riunisce 36 città e comuni che portano nel nome la dicitura Neustadt ("città nuova").